# کارملا کورلئونه
کارملا کورلئونه، یک شخصیت خیالی در رمان پدرخوانده ماریو پوزو در سال ۱۹۶۹ است. نقش کارملا توسط مورگانا کینگ بازیگر ایتالیایی-آمریکایی در اقتباس فیلم ۱۹۷۲ فرانسیس فورد کوپولا از این رمان و در پدرخوانده قسمت دوم (۱۹۷۴) به تصویر کشیده شده‌است.
او و همسرش ویتو، دارای چهار فرزند هستند: سانتینا («سانی»)، فردریکو («فردو») و مایکل و یک دختر کنستانزیا («کانی»).

## زمینه
کارملا در سال ۱۸۹۷ در سیسیل متولد شد و اندکی پس از پایان قرن به ایالات متحده مهاجرت کرد. وی در سال ۱۹۱۵ با ویتو کورلئونه ازدواج کرد. آنها ۴۰ سال با هم بودند تا اینکه ویتو در سال ۱۹۵۵ درگذشت. آنها چهار فرزند داشتند - سانی، فردو، مایکل و کانی و یک فرزندخوانده به نام تام هاگن.
در این کتاب، کارملا کورلئونه به عنوان یک زن مهاجر ایتالیایی به تصویر کشیده شده‌است که به زبان انگلیسی بسیار شکسته صحبت می‌کند. اما در فیلم‌ها، وی در بزرگسالی به انگلیسی روان صحبت می‌کند، با لهجه مشخص نیویورکی. در این رمان، او رابطه نزدیکی با دوست دختر مایکل و همسر آینده، کی برقرار می‌کند. گفتگوی گسترده‌تری در پدرخوانده قسمت دوم به او داده می‌شود، به ویژه هنگامی که او در اوایل فیلم با دخترش کانی در مورد رفتارهایش روبرو می‌شود، و هنگامی که او در مورد زندگی خانوادگی با مایکل بحث می‌کند، ترس از این که نقش او به عنوان دن کورلئونه هزینه دارد او و خانواده اش در اواخر فیلم می‌میرد.